# Maeviella
Maeviella es un género con una especies de plantas de flores de la familia Scrophulariaceae. 

## Especies seleccionadas
- Maeviella cochlearia

- Datos: Q9026784
- Especies: Maeviella